# Papuánské jazyky
Papuánské jazyky jsou skupinou jazyků ostrova Nová Guinea a některých dalších menších ostrovů v této oblasti. Jde o skupinu, která pravděpodobně nemá společný původ a netvoří tak jednotnou rodinu. Papuánské jazyky jsou zřejmě původní jazyky této oblasti, jejich mluvčí osídlili Novou Guineu a okolí ostrovy přibližně před 30.000 lety. Druhou vlnu tvořily před 5.000 lety austronéské jazyky, jejichž mluvčí se šířili z asijské pevniny, Tchaj-wanu a Filipín. V některých částech Nové Guineje, na Bismarckových a Šalomounových ostrovech se vyskytují papuánské jazyky společně s austronéskými. Jazyky maisin a maguri z jihovýchodu Nové Guineje jsou příkladem vzájemného mísení papuánských a austronéských jazyků.
Jedná se vesměs o vzájemně velmi odlišné jazyky s malým počtem mluvčích. Dělí se většinou na 16 jazykových rodin, z nichž největší je rodina trans-novoguinejská, do které různé systémy řadí 500-550 jazyků, jimiž mluví přibližně dvě třetiny všech mluvčích papuánských jazyků. K dalším patří jazykové rodina Sepik-Ramu v povodí stejnojmenných řek na severu Nové Guineje, k níž patří asi sto jazyků, dále přibližně padesát torricellijských jazyků v horách na severu Nové Guineje. Západopapuánská rodina na ostrovech Halmahera, Tidore a na Doberaiském poloostrově čítá asi 25 jazyků, stejně jako východopapuánská rodina na Bismarckových a Šalomounových ostrovech. Každá z ostatních 11 rodin obsahuje po jednom jazyku, k největším z nich patří jazyk nimboran.
Mezi nejrozšířenější jazyky patří jazyky dani (250 000 mluvčích), enga (180 000 mluvčích), melpa (130 000), makasae (100 000) a ekari (100 000).
Vzájemná příbuznost jednotlivých rodin papuánských jazyků je sporná a podobně nejasné jsou vztahy papuánských jazyků k jiným jazykovým rodinám světa. Vyloučit lze jejich příbuznost k sousedním australským a austronéským jazykům. Podobnost bývá někdy hledána u andamanských jazyků a nebo u vymřelých tasmánských jazyků. Lingvista Joseph Greenberg navrhoval vytvořit širokou indopacifickou rodinu, do níž by krom papuánských jazyků patřily právě andamanské a tasmánské jazyky. Nicméně tato hypotéza není obecně přijímána.